# Astrid (Band)
Astrid war eine schottische Band aus Glasgow, die von 1998 bis 2004 drei Studioalben sowie mehrere Singles und EPs veröffentlichte und sich 2004 auflöste.

## Geschichte
Willie Campbell, Charles Clark und Gareth Russell waren Kindheitsfreunde, die Mitte der 1990er Jahre von der Isle of Lewis vor der Westküste Schottlands nach Glasgow zogen. Dort begannen die drei, gemeinsam Songs zu schreiben. Mit dem Schlagzeuger Gareth Thom war die Band komplett und begann 1997 mit den Proben. Die Band Belle and Sebastian wurde auf die Band aufmerksam und wollte sie als Supporter für eigene Auftritte insbesondere bei einer Mini-Tour haben.
Astrid unterschrieb bei Fantastic Plastic Records, auf dem sie 1998 ihre erste EP No Reason veröffentlichten. Die Gruppe tat sich dann mit der ehemaligen Orange-Juice-Sänger Edwyn Collins, der ihre zweite EP „Hi-Fi Lo-Fi“ produzierte, die ebenfalls 1998 veröffentlicht wurde. Im selben Jahr erschien die Single It's True.
Collins produzierte im folgenden Jahr das Debütalbum der Gruppe Strange Weather Lately. Das Album erhielt positive Kritiken und verkaufte sich gut in Großbritannien und Europa, allerdings konnte kein US-amerikanischer Vertrieb gefunden werden.  Der Sound der Band wurde mit dem der schottischen Indie-Bands The Pastels und Teenage Fanclub verglichen.
Eine weitere EP mit dem Titel Modes of Transport wurde im September 2000 veröffentlicht. Die Hauptsingle der EP wurde von Radio 1 DJ Simon Mayo zur Single der Woche erklärt und verschaffte der Gruppe weitere Publicity und Airplay.
Als die Band mit den Aufnahmen zu ihrem zweiten Album begann, verließ Gareth Thom die Band und wurde durch Neil Payne ersetzt. Play Dead, das zweite Album der Gruppe, wurde im März 2001 veröffentlicht.
Am 21. März 2001 nahm die Fruppe eine Peel Session im Maide Vale Studio 4 auf, die am 8. Mai ausgestrahlt wurde (siehe Liste der Peel Sessions).
Im Jahr 2004 erschien ihr drittes Album One In Four (benannt nach einer Statistik, dass „einer von vier von uns irgendwann in seinem Leben unter psychischen Problemen leiden wird“).
Während der Pop-Sound ihres früheren Materials beibehalten wurde, enthielt das neue Album düsterere lyrische Inhalte.
Willie Campbell verließ die Band kurz darauf, und die Band löste sich Ende des Jahres auf.

## Nachlass
- Neil Payne spielte nach Astrid  für die Band Texas.
- Gareth Russell spielte Bass für Idlewild.
- Charlie Clark schloss sich The Zephyrs für deren viertes Studioalbum an und gründete die inzwischen aufgelösten Bands Cold Night Song und Our Lunar Activities.[5]  2021 veröffentlichte er sein Soloalbum  Late Night Drinkingauf dem Label  von Alan McGee und die Single Don't Have a Cow, Man![6][7]
- William Campbell gründete Our Small Capital und The Open Day Rotation.

Im Sommer 2016 fand sich die Band für einige Auftritte durch Schottland zusammen und wollte Material für eine neue Platte aufnehmen.

## Diskografie

### Alben
- 1999: Strange Weather Lately
- 2001: Play Dead
- 2004: One in Four
- 2019: Fall, Stand, Dance

### EP
- 1998: No Reason
- 1998: Hi-Fi Lo-Fi
- 2001: Modes of Transport

### Singles
- 1998: It's True,  No. 153
- 1998: What to Say
- 2000: Boy or Girl / Sleigh Ride
- 2000: Cherry Cherry
- 2000: High in the Morning, No. 156
- 2000: Redground, No. 167
- 2001: Tick Tock, No. 103
- 2001: It Never Happened,  No. 112